# Rob Brydon
Rob Brydon, född den 3 maj 1965 i Swansea, Wales, Storbritannien, är en walesisk skådespelare, komiker och programledare.

## Biografi
Brydon studerade som ung drama på The Royal Welsh College of Music and Drama för att sedan starta sin karriär på BBC Wales som hallåa för radio och tv. Så småningom flyttade han till London och började där arbeta som röstskådespelare och berättarröst i flera filmer och tv-program.
År 2000 vann Brydon en British Comedy Award för serierna Marion and Geoff och Human Remains. Sedan dess har han medverkat i en mängd brittiska humorserier så som The Keith Barret Show, I'm Alan Partridge, Little Britain och Gavin & Stacey. Han har även medverkat i flera långfilmer, bland annat i tre av Michael Winterbottoms filmer tillsammans med Steve Coogan.
Han har varit deltagare i panelshower som QI och Would I Lie to You?, och år 2009 blev han programledare för den senare.
Rob Brydon är även verksam som scenskådespelare och sågs 2011 i The Painkiller på The Lyric i Belfast mot Kenneth Branagh. 2012 gjorde han sin West End-debut som Dafydd ap Llewellyn i A Chorus of Disapproval i regi av Trevor Nunn. Hösten 2015 medverkade Brydon i Future Conditional på Old Vic. I mars 2016 repriserade han sin roll från The Painkiller mot Branagh på Garrick Theatre i London.  
Brydon har blivit nominerad till BAFTA Award fyra gånger, 2004 för Marion and Geoff, 2009 för Gavin & Stacey samt 2011 för både The Trip och Rob Brydon Show.

## Filmografi i urval
- 1996 – Cold Lazarus
- 2002 – 24 Hour Party People
- 2004 – Miss Marpel: Från Paddington
- 2005 – MirrorMask
- 2005 – Tristram Shandy
- 2005 – Little Britain (TV-serie)
- 2007–2024 – Gavin & Stacey (TV-serie)
- 2010 – The Trip (TV-serie)
- 2010–2014 – The Trip (TV-serie)
- 2013 – Gangsta Granny
- 2014 – The Trip to Italy